# Ilyushin Il-2 Šturmovik
L'Ilyushin Il-2 Šturmovik, o Shturmovik (in caratteri cirillici Ильюшин Ил-2 Штурмовик, nome in codice NATO Bark), era un monomotore da attacco al suolo ad ala bassa progettato dall'OKB 39 diretto da Sergej Vladimirovič Il'jušin e sviluppato in Unione Sovietica negli anni quaranta.
Impiegato principalmente durante la seconda guerra mondiale dalla Sovetskie Voenno-vozdušnye sily (VVS), l'aeronautica militare dell'Unione Sovietica, venne prodotto in oltre 36 000 esemplari rimanendo operativo anche dopo la fine del conflitto in patria e in alcune forze aeree filosovietiche. Questo ne fa probabilmente il velivolo bellico più prodotto della storia (tra il 1941 e il 1945).
Se si considera anche la successiva variante Il-10, prodotta nel periodo 1945-55, il totale degli aerei prodotti fra tutte le versioni raggiunge la cifra di 42 330 velivoli. È considerato il più importante aereo da attacco al suolo dell'intero conflitto. 
Secondo gli storici sovietici, nessun altro aereo giocò un ruolo così determinante durante la Grande Guerra Patriottica.

## Storia del progetto
La macchina fu ideata secondo una specifica del 1938 per sostituire gli obsoleti aerei dell'epoca da appoggio tattico della VV-S, quali i Polikarpov R-Z. Molti gli uffici di progettazione coinvolti, tra cui quello di Sergej Vladimirovič Il'yušin. Il velivolo che avrebbe preso servizio nel 1941 ebbe un iter progettuale piuttosto curioso: se il velivolo originale aveva l'abitacolo biposto per un'adeguata difesa, la potenza del motore non rendeva possibili le prestazioni richieste e l'aereo divenne monoposto.
Durante la guerra mondiale la produzione avvenne in tre grandi stabilimenti, con una produzione media di 1.200 aerei al mese, per un totale di 36.000 esemplari.

### Il-10
Nel 1943, l'ufficio progetti di Ilyushin ideò l'Il-10, molto più aerodinamico, equipaggiato con un carrello retrattile all'interno di un'ala ridisegnata, con rivestimento di tipo lavorante e dotato di un armamento più potente e con maggiori corazzature. Poteva essere armato di due/quattro cannoni VY da 20 millimetri o due/quattro cannoni NS da 23 millimetri, spesso accoppiati a due mitragliatrici ShKAS calibro 7,62 mm, una torretta dorsale con cannone VY da 20 millimetri e agganci per un carico bellico di 1.000 kg.
Il motore AM-42 da 2.000 HP permetteva i 500 km/h senza carichi esterni.
Queste caratteristiche, oltre alla struttura metallica, migliorarono notevolmente la sopravvivenza nel volo alle basse quote, rendendo l'aeroplano molto meno "facile" come bersaglio. L'incremento delle prestazioni, notevolissimo se riferito al periodo bellico contro macchine appena più veloci a bassa quota, non era sufficiente se raffrontato ai nuovi caccia a reazione. Ebbe larga diffusione tra i Paesi filo-sovietici per i 15 anni dopo la guerra mondiale. Fu impiegato anche nella guerra di Corea.

## Tecnica

### Struttura
Lo sviluppo dello Šturmovik si basava su caratteristiche di armamento e protezione molto superiori a quelle degli altri aerei d'attacco monomotore, ma la velocità massima non era curata allo stesso modo, in quanto il design era un compromesso tra esigenze contrastanti.
Malgrado questo aspetto, l'aereo era nel suo complesso molto ben progettato, con una corazzatura per il pilota e il motore che già nel modello monoposto originario ammontava a 600 chili, con una struttura a "vasca" come quella degli aerei d'attacco Fairchild-Republic A-10 Thunderbolt II moderni. Questa vera e propria armatura non era semplicemente "contenuta" o "appoggiata" alla fusoliera, ma ne era parte integrante, con risparmio di peso e una protezione più efficace e completa, con spessori tra i 4 e i 12 mm. A parte questo, la fusoliera era costituita da spessi pannelli di duralluminio da 5 mm, che "placcavano" la macchina in maniera tale da renderla difficilmente perforabile da colpi di piccolo calibro. L'ala era invece in gran parte di legno.

### Armamento
L'armamento era costituito da bombe e mitragliere di vario calibro, con i primi esemplari aventi 2 cannoni da 20 mm ShVAK, ottimi per impiego generale ma non molto indicati per il ruolo anticarro, dato il calibro insufficiente. Erano disponibili anche 2 mitragliatrici calibro 7,62 mm. I razzi aria-terra RS-82 potevano essere impiegati grazie a rotaie poste sotto le ali, in alternativa a 500-600 chili di bombe tra i 2 e i 100 kg di peso unitario.

### Motore

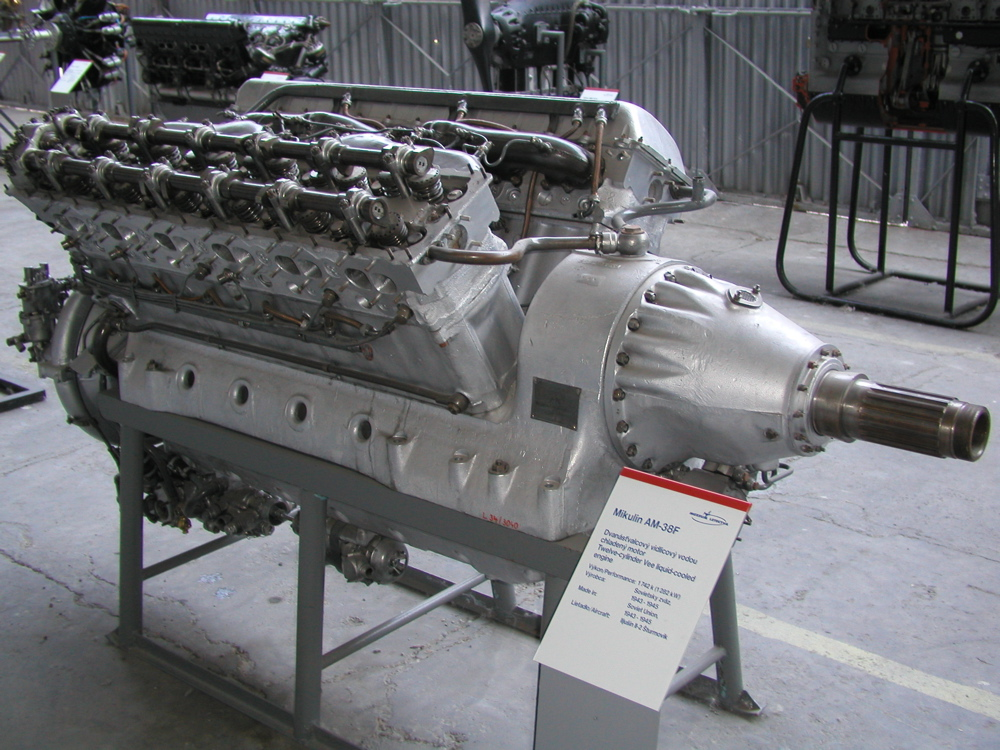
Un motore AM-38F che equipaggiava l'Ilyushin Il-2.

Il motore era un Mikulin AM-38F 12 cilindri a V da 1 700 hp (1 270 kW). Questo potente propulsore era molto lungo e pesante, poco adatto all'uso con gli aerei da caccia come i MiG-3, ma certamente migliore per apparecchi che non avessero requisiti di prestazioni e maneggevolezza altrettanto spinti, essendo invece molto grandi, pesanti e stabili come era lo Il-2. In questo caso il muso lungo e pesante non sbilanciava l'aereo in maniera eccessiva, e le superfici di coda erano abbastanza grandi e distanziate da compensare il peso elevato del motore all'altra estremità della fusoliera, risolvendo i problemi di centraggio che su macchine troppo piccole si sarebbero altrimenti verificate.

## Impiego operativo
Alla fine del giugno 1941 l'Il-2 era stato consegnato in circa 230 esemplari, ancora pochi per le esigenze di una guerra vastissima come quella che si stava combattendo nelle terre invase dalle armate di Hitler.
L'Il-2 pagava lo scarso addestramento che molti piloti avevano in quel periodo per gli attacchi di precisione su obiettivi mobili. Il fatto che la macchina fosse monoposto ma ancora troppo lenta, grande e pesante, la rendeva molto vulnerabile agli attacchi dei caccia tedeschi, mentre la scarsa potenza dei cannoni da 20 mm elevò proteste tra i piloti.
Questo problema rese necessario rispolverare l'originario schema del biposto allungando la "vasca" per accogliere il mitragliere posteriore, mentre i cannoni calibro 20 vennero sostituiti da quelli da 23, apparentemente non migliori, in realtà circa il doppio più potenti. Questo miglioramento del progetto era reso possibile dal fatto che il motore adesso disponibile era molto più potente di quelli originari, classe 1 000 cavalli.
La macchina era robustissima e straordinariamente ben corazzata, e sebbene molto grande e lenta si pilotava con sicurezza e aveva modo di difendersi contro minacce quali la flak (la contraerea tedesca) e i caccia grazie al mitragliere posteriore, armato di una delle migliori mitragliatrici pesanti della seconda guerra mondiale.
L'aereo venne usato come macchina per la "caccia grossa", con l'obiettivo principale costituito dalla maggiore minaccia dell'esercito tedesco, i mezzi corazzati e motorizzati. Viceversa, anche lo Šturmovik era una preda da "caccia grossa" per i cannonieri e i cacciatori tedeschi.
Operando in coppia a bassissima quota o a gruppi di 10 con una scorta di caccia a una quota di 350 metri, gli Il-2 si batterono giorno e notte lungo l'intero fronte russo, scontrandosi con i Messerschmitt Bf 109 e abbattendoli in molti occasioni, effettuando molti attacchi contro i carri armati tedeschi PzKpfw V 'Panther' e PzKpfw VI 'Tiger', e distruggendoli, nonostante fossero dotati di una spessa corazzatura, grazie ai nuovi cannoni e alle bombe di tipo speciale.
Gli aerei spesso attaccavano in fila indiana a circa 6 metri di quota, in formazioni di circa 10 macchine. Un pilota russo ricordava che era sempre presente la caccia di scorta, ma spesso questo non era sufficiente. Non erano rare le donne tra gli equipaggi di questi aerei.
Essendo impiegati su tutto il Fronte, gli Il-2 inflissero molti danni e subirono anche molte perdite per la loro attività. Erano le vittime preferite dagli assi tedeschi, ma il loro abbattimento non era mai facile, specie con i Messerschmitt Bf 109 appena sufficientemente armati per il compito (in questo il Focke-Wulf Fw 190 era migliore). L'asso Erich Hartmann una volta ne inseguì uno per vari minuti e persino a 100 metri di distanza vide i proiettili rimbalzare sulla fusoliera senza penetrare. Ma visto che l'aereo russo non volò abbastanza basso, riuscì a colpirlo nel radiatore dell'olio (posto sotto la fusoliera e le cui aperture costituivano l'unico punto debole nella protezione dell'aereo, mentre il radiatore del liquido refrigerante era posto all'interno della vasca corazzata con la presa d'aria sopra il motore) e l'aereo prese fuoco, per poi esplodere al suolo. Le schegge misero fuori uso anche il motore del Bf 109 di Hartmann che fu costretto a lanciarsi, atterrando vicino ai rottami della sua vittima.
L'aereo venne quindi non casualmente soprannominato "il carro armato volante" dai sovietici, "morte nera" oppure "carpentiere" dai tedeschi.
Gli Šturmovik distrussero un gran numero di obiettivi al suolo, causando continue perdite all'esercito tedesco in ogni settore, dai soldati alle colonne corazzate. I suoi successi spinsero i tedeschi a imitarne il concetto con i "cacciacarri volanti" Junkers Ju 87G e Henschel Hs 129, aerei dotati di potenti cannoni anticarro da 37 e 50 millimetri. Tuttavia le limitazioni tecniche del primo e la difficoltà di costruzione del secondo non permisero ai pari ruolo del III Reich di riuscire nei loro compiti con lo stesso successo degli Šturmovik.
Le armi da 20 mm erano valide contro bersagli di poca resistenza, ma con queste i Panzer erano molto difficili da mettere fuori uso e soprattutto da distruggere totalmente. Il velivolo usò anche i razzi aria-terra, imprecisi ma assai efficaci e soprattutto terrificanti dal punto di vista psicologico per le truppe a terra. Le armi anticarro migliori erano spesso considerate non tanto i razzi e i cannoni, ma le bombe a carica cava da 2,5 kg che colpivano il tetto dei veicoli, dove la corazzatura era sottile. Erano trasportate fino a 200 per volta.
La sostituzione dei cannoni da 20 mm con quelli da 23 migliorò comunque moltissimo le prestazioni, anche contro le corazze, e l'aereo venne impiegato nella maggior parte della sua carriera con questa dotazione. Si trattava di cannoni VYa con bossolo da 152 mm, molto più potenti delle armi dello stesso calibro per i caccia con bossolo da 115 (erano la versione "ristretta" delle mitragliere da 37 mm, anziché l'allargamento del progetto delle 12,7 mm) con quasi 1.000 metri al secondo di velocità iniziale, forse le migliori armi pesanti della seconda guerra mondiale. Entrarono in uso con gli Il-3M nel 1942.
Alla fine del 1941 l'Ilyushin OKB iniziò i lavori per installare sull'aereo due cannoni da 37 mm ShFK-37. Queste armi erano però troppo massicce per essere alloggiate nelle ali e inoltre era necessario installare le scatole per le munizioni ad alta capacità. Così i cannoni vennero installati in due gondole sub-alari. Durante i test l'aereo raggiunse i 373 km/h a livello del mare e 409 km/h a 2.400 metri, mentre il peso saliva a 5.864. kg. La velocità di cabrata diminuiva di molto e la disposizione dei cannoni provocava un abbassamento del muso quando si faceva fuoco a causa del rinculo. I cannoni, inoltre, si rivelarono inaffidabili. Nel marzo-aprile 1943 i test ripresero con due cannoni NS-37 e con un motore AM-38F, mentre un sistema di alimentazione a nastro permetteva di fissare le armi direttamente sotto le ali. Ogni arma aveva 50 colpi e, se necessario, l'aereo era ancora in grado di trasportare 200 kg di bombe. Un piccolo contingente di Il-2-37 - come il modello venne designato - venne prodotto dalla Fabbrica nº 30 e iniziò i test operativi con il 208.ShAP durante la Battaglia di Kursk. Secondo quanto riportato dai piloti, le tecniche di manovra per la nuova versione non differivano da quelle impiegate per un bi-posto a pieno carico. Le gondole e la distribuzione di grandi masse nelle ali (un NS-37 con le munizioni pesava 237 kg) accrescevano l'inerzia del velivolo e lo rendeva meno manovrabile. Inoltre, il potente rinculo delle armi provocava difficoltà di mira, e facendo fuoco con un solo cannone alla volta l'aereo imbardava violentemente. Questo modello, pur risultando una macchina formidabile capace di distruggere perfino i carri Tigre, non fu tuttavia usato che in piccoli numeri.
La macchina, dopo i primi 3 anni di servizio, aumentò talmente i suoi effettivi che nel tardo 1944 ne risultavano in linea forse 12.000 esemplari. L'Il-2 Šturmovik, assieme ai lanciarazzi Katjuša e ai carri T-34 e JS-2 Stalin, resta senza dubbio l'emblema della vittoria sovietica nella più sanguinosa guerra che l'umanità abbia mai conosciuto.
A causa delle scarsità di caccia, nel 1941-1942, gli Il-2 vennero occasionalmente impiegati in tale ruolo. Sebbene surclassati in questo impiego da aerei come il Messerschmitt Bf 109 e il Focke-Wulf Fw 190, lo Il-2 poteva affrontare gli altri aerei della Luftwaffe con un certo successo. Le unità tedesche equipaggiate con lo Henschel Hs 126 furono quelle che soffrirono di più gli attacchi degli Il-2, i cui piloti intercettavano spesso anche formazioni serrate di Junkers Ju 87, in quanto la mitragliatrice da 7,92 mm degli Stuka era inefficace contro i pesantemente corazzati Šturmovik. Nell'inverno 1941–1942, gli Il-2 vennero impiegati contro aerei da trasporto della Luftwaffe e divennero i più pericolosi avversari degli Junkers Ju-52/3m. I piloti del 33.GvShAP furono quelli ad ottenere i maggiori successi in queste operazioni, ma non minori successi raccolsero altre unità operanti nei pressi di Stalingrado. Le loro "prede" furono non soltanto i Ju 52, ma anche gli Heinkel He 111 e i Focke-Wulf Fw 200 Condor, che consegnavano rifornimenti alle truppe tedesche assediate.
Per compensare la scarsa accuratezza dei dispositivi di mira dell'Il-2, nell'estate 1943, il Comando Sovietico decise di impiegare un ordigno perforante per veicoli pesantemente corazzati e così la bomba PTAB-2.5-1.5 SCAP venne messa in produzione. Queste bombe di piccolo calibro erano caricate direttamente nelle nicchie per le bombe e sganciate su veicoli nemici da una quota inferiore ai 100 metri. Visto che ogni Il-2 poteva trasportare 192 di queste bombe, si veniva a formare un "tappeto di fuoco" lungo 70 metri e largo 15 che ricopriva i carri nemici e dava un'elevata possibilità di colpire il bersaglio.
I piloti del 291.ShAP furono i primi ad usare le bombe PTAB-2.5-1.5. Durante una sortita, il 5 giugno 1943, sei aerei da attacco, guidati dal tenente colonnello A. Vitrook distrussero 15 carri armati nemici in un singolo attacco, e durante i cinque giorni dell'avanzata nemica, la 291ª Divisione distrusse e danneggiò 422 tank tedeschi.
Ma le perdite dell'Ilyushin (incluso il modello Il-10) furono elevatissime, le più elevate tra tutti i tipi di velivoli sovietici impiegati nella Grande Guerra Patriottica. Nel periodo 1941-1945, vennero persi ben 10.762 esemplari, 533 nel 1941, 1.676 nel 1942, 3.515 nel 1943, 3.347 nel 1944 e 1.691 nel 1945).

## Utilizzatori

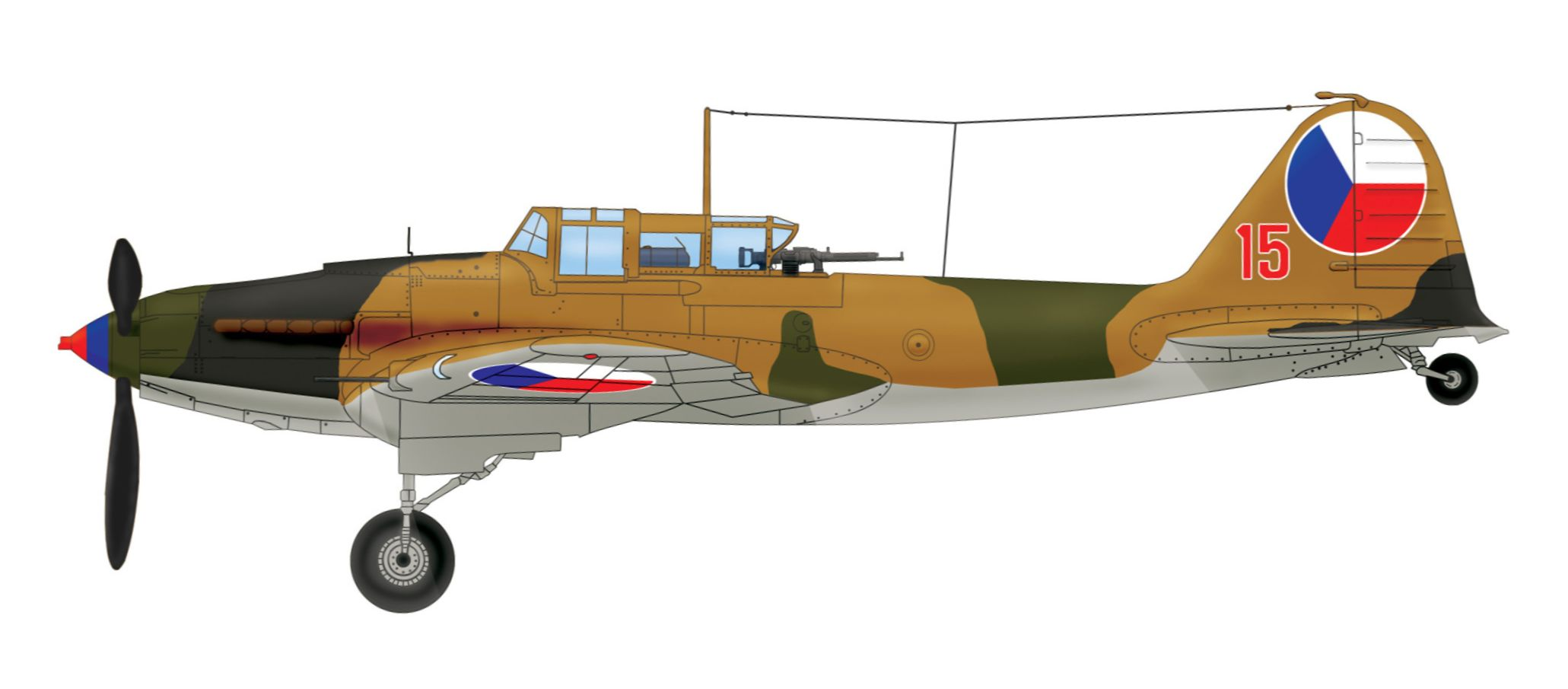
Il-2, Československé vojenské letectvo

Bulgaria
- Vazdusni Voiski
- Balgarski Voennovazdushni Sily

ricevette 120 Il-2 e 10 addestratori Il-2U nel 1945 con i quali operò fino al 1954.
 Cecoslovacchia
- Československé vojenské letectvo

ricevette 33 Il-2 e 2 addestratori Il-2U nel 1944 con i quali operò fino al 1949.
 Jugoslavia
- Jugoslovensko ratno vazduhoplovstvo i protivvazdušna odbrana

ricevette 213 esemplari in tutte le versioni con cui operò fino al 1954.
 Mongolia
- Agaaryn Dovtolgoonoos Khamgaalakh Tsergiyn Komandlal

ricevette 71 Il-2 nel 1945 con i quali operò fino al 1954.
 Polonia
- Lotnictwo Wojska Polskiego
- Siły Powietrzne

 Unione Sovietica
- Voenno-vozdušnye sily
- Aviacija Voenno-Morskogo Flota

## Cultura di massa
Allo Šturmovik è intitolata la serie di videogiochi IL-2 Sturmovik, IL-2 1946 e IL-2 Sturmovik: Battle of Stalingrad.